# Sécheresse (film, 1963)
Pour les articles homonymes, voir Sécheresse (homonymie).
Pour plus de détails, voir Fiche technique et Distribution.
Sécheresse (titre original : Vidas Secas) est un film brésilien réalisé par Nelson Pereira Dos Santos et sorti en 1963. 
Il s'agit d'une adaptation du roman éponyme de Graciliano Ramos, publié en 1938.
Il est présenté en sélection officielle au Festival de Cannes 1964. En novembre 2015, le film est inclus en 3e position dans la liste établie par l'Association brésilienne des critiques de cinéma (Abraccine) des 100 meilleurs films brésiliens de tous les temps.

## Synopsis
Années 1940. Une famille de paysans pauvres du Nordeste fuit la sécheresse et la famine. Après une éprouvante marche dans le Sertão, elle parvient jusqu'à la maison délabrée de Tomas, un ami parti tenter sa chance en d'autres contrées. Fabiano, le chef de famille, est embauché comme vacher auprès d'un fazendeiro ayant employé Tomas. La vie n'est guère facile et Fabiano a contracté une dette auprès de son patron. Un dimanche, avant une fête folklorique, Fabiano est provoqué aux cartes par un agent de police. Bien qu'ayant gagné régulièrement, il est frappé et traîné en prison. Libéré, il se remet au travail. Mais, la sécheresse sévit à nouveau. Le couple de paysans et leurs enfants repartent sur les chemins, cherchant désespérément des terres fertiles...

## Fiche technique
- Titre du film : Sécheresse
- Titre original : Vidas Secas (littéralement : Vies sèches)
- Réalisation et scénario : Nelson Pereira Dos Santos, d'après le roman homonyme de Graciliano Ramos
- Photographie : Luiz Carlos Barretto et José Rosa - Noir et blanc, 1 : 33 :1
- Musique : Leonardo Alencar
- Montage : Rafael Justo Valverde, Nello Melli
- Production : Herbert Richers, Luiz Carlos Barretto, Danilo Trelles
- Durée : 103 minutes
- Pays d'origine :  Brésil
- Sortie au Brésil : 22 août 1963
- Sortie en France : 1964 au Festival de Cannes
- Genre : Drame social

## Distribution
- Átila Iório : Fabiano
- Maria Ribeiro : Sinha Vitória
- Orlando Macedo : le fermier
- Jofre Soares : le soldat
- Les enfants Gilvan et Geni Valdo

## Commentaire
- « Vidas Secas est un projet ancien lorsque son éclat contribue à assurer le triomphe futur du Cinema Novo »[2] : entrepris en 1960, le tournage est interrompu, en raison de violentes pluies diluviennes, et repris deux ans plus tard. La version cinématographique du roman de Graciliano Ramos, due à Nelson Pereira Dos Santos, épouse un parti pris de sobriété et de dépouillement. Le film préserve l'aspect documentaire et fantastique du roman. « Le paysage précis et hallucinatoire, que décrit Ramos, est le véritable héros du livre. C'est lui qui commande l'action ou le vouloir des hommes », écrit Marta Mosquera[3].
- Le titre original du film est, par ailleurs, significatif. « Il indique que la matière filmique de Pereira Dos Santos veut être avant tout une description d'ordre phénoménologique, de vies multiples ayant comme dénominateur commun la sécheresse. » Celle d'un Sertão « aride et poussiéreux, tout un hiver bourdonnant, aveuglant et chaud, sur lequel la sécheresse donne au décor [...] une présence fantômatique. L'enfer, à coup sûr, selon l'imagerie chrétienne et folklorique du Brésil. » Puis, celle d'une vie animale, titubante et assoiffée, composée de « bovins, tournant des têtes affolées et mourantes vers d'impossibles rêves d'eau. » Et, vie humaine, finalement, peu différente des autres : « Les hommes ici vivent et survivent, suivant le rythme des saisons, partagés entre l'espérance des pluies et le dégoût de la sécheresse. »[4] Vie monotone et sans issue. « Fabiano, sa femme et ses enfants sont des prototypes d'humains misérables, ravalés aux formes de l'existence primaire, exploités à la fois par le despotisme des propriétaires terriens et celui du sertão, asséchés dans un univers tragique dont l'implacabilité devient le symbole même de la destinée. »[5]
- Vidas Secas « a la rigueur d'une épure et l'émotion s'y distille avec mesure. »[6] « Sa force est censée jaillir de la description documentaire la plus nue », écrit Jacques Lourcelles[7].
- C'est, surtout, en raison de son réalisme critique - réquisitoire accablant sur la condition paysanne dans le Nordeste brésilien entre 1940 et 1942 - que le film se rattache à l'esprit du Cinema Novo. Nelson Pereira Dos Santos rappelait, pour sa part, le caractère toujours brûlant du sujet : « Le roman Sécheresse a été écrit avant la guerre... C'est toujours la même chose, ce qui a changé ce sont quelques apparences. On y voit des camions et des jeeps, mais les relations entre les travailleurs et les propriétaires terriens sont identiques. »[8]

## Récompenses et distinctions
- Prix du meilleur film pour la jeunesse Festival de Cannes 1964
- Prix des Cinémas d'art et d'essai, Festival de Cannes 1964
- Prix de l'Office catholique international du cinéma (OCIC), Festival de Cannes 1964